# Ethel Hampson Brewster
Ethel H. Brewster (3 de julio de 1886 - 18 de agosto de 1947) fue una profesora universitaria y filóloga estadounidense. Fue decana de las mujeres (desde 1932) y enseñó griego y latín en el Swarthmore College, donde fue miembro del cuerpo docente desde 1916 hasta 1947.

## Primeros años y educación
Ethel Hampson Brewster nació en Chester, Pensilvania, hija de Joseph Fergus Brewster y Jane (Hampson) Brewster. Se graduó de la Chester High School en 1903.  Su padre era descendiente directo del pasajero del Mayflower William Brewster.  Obtuvo una licenciatura en el Swarthmore College en 1907 y una maestría en la Universidad de Pensilvania en 1911.  Obtuvo la beca Bennett en Estudios Clásicos entre 1912 y 1914, y completó sus estudios de doctorado en Penn en 1915, con una disertación titulada "Artesanos y comerciantes romanos del Imperio temprano". 

## Carrera
Brewster enseñó latín, francés e inglés en Chester High School después de graduarse de Swarthmore en 1907. Enseñó latín en el Vassar College de 1914 a 1916, y se convirtió en profesora asociada de griego y latín en el Swarthmore College en 1916. Enseñó en Swarthmore durante más de treinta años y fue directora del departamento, decana de mujeres  y decana interina de la universidad  durante sus años en Swarthmore. 
En 1919, se dirigió a una audiencia en la Escuela Secundaria para Niñas de Filadelfia y dijo: "Es tan estúpido expulsar la historia antigua de las escuelas en favor de la historia estadounidense y europea moderna como lo sería derribar los dos primeros pisos de un rascacielos y esperar que la estructura se mantenga en pie". 
Brewster fue miembro de Phi Beta Kappa  y de la Asociación Estadounidense de Mujeres Universitarias. 

## Publicaciones
El trabajo de Brewster se publicó en revistas académicas, entre ellas Classical Philology,  The Classical Weekly,   The Journal of Higher Education,  y The Classical Journal. 
- "On Suetonius, De grammaticis 5" (1915)[11]
- "The Synthesis of the Romans" (1918)[16]
- "The Functions of a Teacher" (1923)
- "Modern Antiquities" (1920)[12]
- "Experiments with Translations" (1924)[17]
- "Social Life as an Academic Problem" (1924)[18]
- "A Weaver of Oxyrhynchus: Sketch of an Humble Life in Roman Egypt" (1927)[19]
- "Reading for Honors" (1930)[14]
- A Weaver's Life in Oxyrhynchus: His Status in the Community (1931)
- "In Roman Egypt" (1935)[20]
- "Poster Politics in Ancient Rome and in Later Italy" (1944)[15]
- "The Place of Latin in the Post-War Curriculum" (1946)[13]

## Vida personal
Brewster murió soltera en la casa de su sobrina en 1947, a la edad de 61 años, en Great Neck, Nueva York.  Su cuerpo fue encontrado en un armario, con un frasco de pastillas para dormir, después de que, según se informa, ella hubiera expresado su preocupación por el deterioro de su salud. 